# Marguerite Cazeneuve

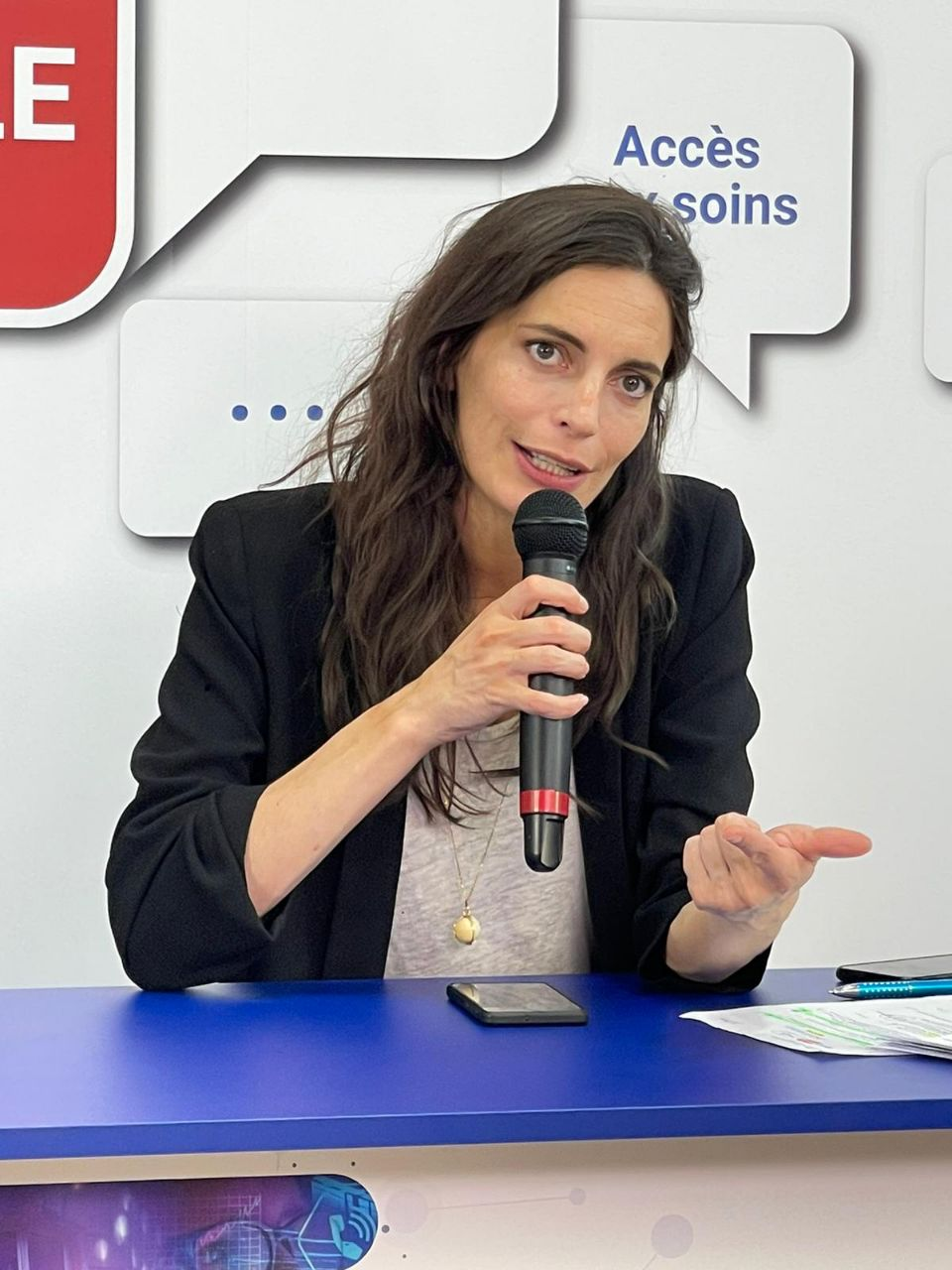
Marguerite Cazeneuve (2022)

Marguerite Cazeneuve (* 1988) ist eine französische Expertin für Soziales, Gesundheit und Renten. Sie ist Beraterin von Präsident Emmanuel Macron.

## Biografie
Sie war von 2008 bis 2013 Studentin an der HEC Paris, wo sie zur Präsidentin des Studentenbüros gewählt wurde. Sie absolvierte Praktika bei Procter & Gamble (Ende 2010) und bei McKinsey (2011). Während ihres Studiums spezialisierte sie sich (Masterabschluss in „Medien, Kunst und Kreation“).
Im Dezember 2014 wurde sie während dieser Mission entdeckt, im Ministerium für Soziales und Gesundheit eingestellt und zur Generalsekretärin des ONDAM-Lenkungsausschusses ernannt.
Im Juli 2021, als Jean Castex Premierminister wurde, beförderte sein Stabschef Nicolas Revel sie zur Leiterin der Abteilung Gesundheit-Solidarität-Sozialschutz seines Kabinetts. In dieser Funktion überwacht sie das Management der Covid-19-Krise für die Regierung.
Im März 2021 wurde sie zur stellvertretenden Direktorin des Nationalen Krankenversicherungsfonds ernannt.
Sie koordiniert Emmanuel Macron Programm zu Gesundheit, Autonomie, sozialem Schutz und Renten während des Präsidentschaftswahlkampfes 2022.